# Dmitri Merezjkovski

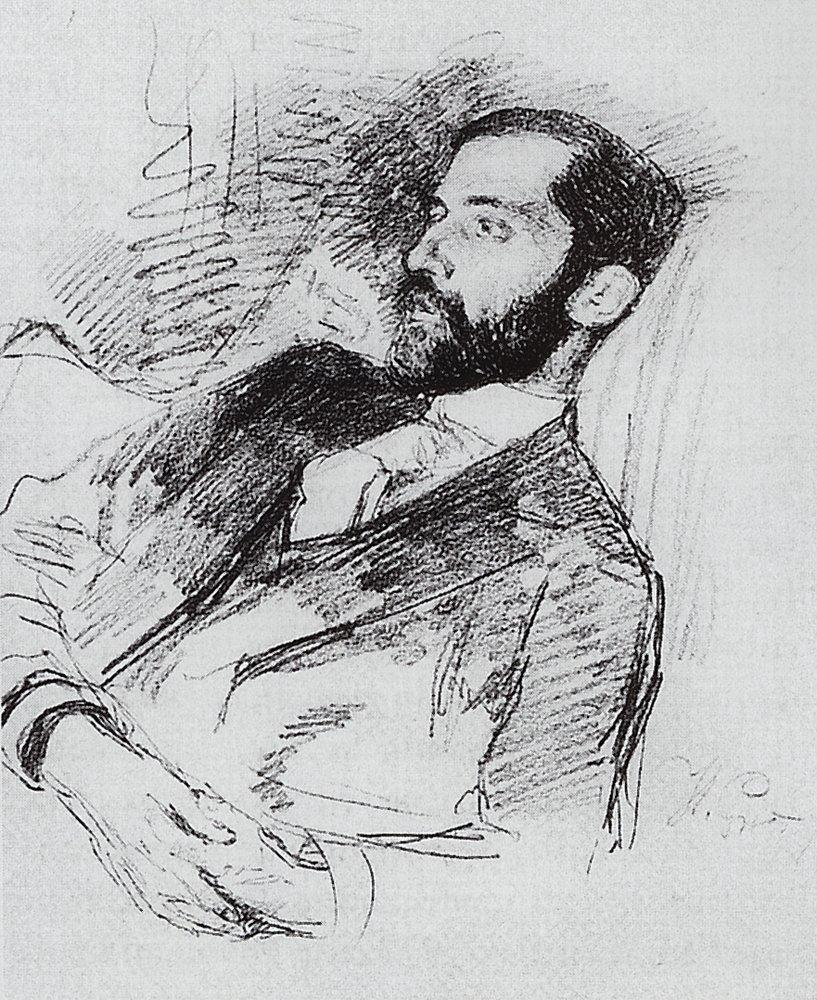
Dmitri Merezjkovski door Ilja Repin, circa 1900

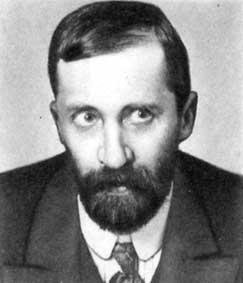
Dmitri Merezjkovski

Dmitri Sergejevitsj Merezjkovski (Russisch: Дмитрий Сергеевич Мережковский) (Sint-Petersburg, 14 augustus 1865 - Parijs, 9 december 1941) was een Russisch schrijver en dichter.

## Werk
Merezjkovski wordt beschouwd als de vader van het Russisch symbolisme. Zijn belangstelling voor het oude Griekenland leidde tot een sterke antithetische denkwijze: de voortdurende strijd tussen het vlees (de Helleense erfenis) en de geest (het christendom), een antithese die hij uitwerkte in “Julianus Apostata” (1895), “Ecce deus ecce homo” (1900) en “De anti-Christ” (1904). "Ecce deus ecce homo" is een historische roman over Leonardo da Vinci en werd in 1911 vertaald in het Nederlands door J.P.Wesselink-Van Rossum. Een nieuwe uitgave, gemoderniseerd en aangepast aan de nieuwe spelling, verscheen in 2019. Door zijn studie “Over het verval” (1893) en zijn symbolistische gedichten werd hij tegen de eeuwwisseling (1900) de centrale figuur van een nieuw symbolistische beweging in Rusland. De meeste van zijn werken zijn nu goeddeels vergeten, alleen de roman over Da Vinci en de studie “Tolstoj en Dostojevski als mensen en kunstenaars" (1904) zijn van blijvende waarde gebleken.

## Leven
In 1889 huwde Merezjkovski de schrijfster-dichteres Zinaida Hippius. De Revolutie van 1905 zorgde bij Merezjkovski voor een ruk naar links. Hij emigreerde naar Parijs, keerde na de Oktoberrevolutie terug naar Sint-Petersburg, maar vertrok eind 1919, teleurgesteld in de nieuwe Russische machthebbers, opnieuw met Hippius naar het Westen, terug naar Parijs. Daar leidde hij een leven als emigré. Hij keerde zich fel tegen het communisme, hetgeen hem deed openstaan voor fascistische ideeën. Nina Berberova scheef hierover: "Zijn wereld was gebaseerd op politieke onverzoenlijkheid, al het andere was bijzaak". Merezjkovski werd in de jaren dertig voorgedragen voor de Nobelprijs voor Literatuur, maar vanwege zijn sympathie voor Adolf Hitler kwam hij niet in aanmerking.
Het werk van Merezjkovski mag sinds 1987 weer in Rusland verschijnen.